# Protanguilla palau
Protanguilla palau là loài cá chình duy nhất hiện nay đã biết trong chi Protanguilla, và chi này cũng là chi duy nhất đã biết trong họ Protanguillidae. Các cá thể của loài cá chình này được phát hiện khi đang bơi vào tháng 3 năm 2010 trong một hang động nước sâu tại một rạn san hô viền bờ ngoài khơi Palau.

## Đặc trưng
Cơ thể của loài cá chình này rất nhỏ và thanh mảnh, chỉ dài khoảng 18 cm. Chúng có một mảnh trước hàm thứ hai và dưới 90 đốt sống, các đặc trưng trước đây chỉ tìm thấy ở các loài cá chình đã hóa thạch. Tập hợp đầy đủ các tấm lược mang trong các cung mang của chúng trước đây chưa bao giờ được tìm thấy ở cá chình, nhưng là phổ biến ở cá xương. Nó cũng khác biệt với các loài cá chình còn sinh tồn khác, và một số nhà khoa học ước tính nó phải rẽ nhánh ra khỏi các loài cá chình khác trong bộ Anguilliformes khoảng 200 triệu năm trước, trong đại Trung Sinh. Trong cây phát sinh chủng loài đề cập trong bài báo năm 2012, Johnson và ctv cũng cho rằng nó có quan hệ chị em với phần còn lại của bộ Anguilliformes . Vì thế nó không những chỉ là loài duy nhất của chi mà còn là của họ của chính nó, cũng như được các nhà khoa học nhắc tới như là một "hóa thạch sống".
Tuy nhiên, trong năm 2013, có 2 bài báo lại cho rằng nó không phải có quan hệ chị em với phần còn lại của bộ Anguilliformes mà là có quan hệ chị em với họ Synaphobranchidae, một trong các họ rẽ ra sớm nhất của bộ này.

## Hình ảnh

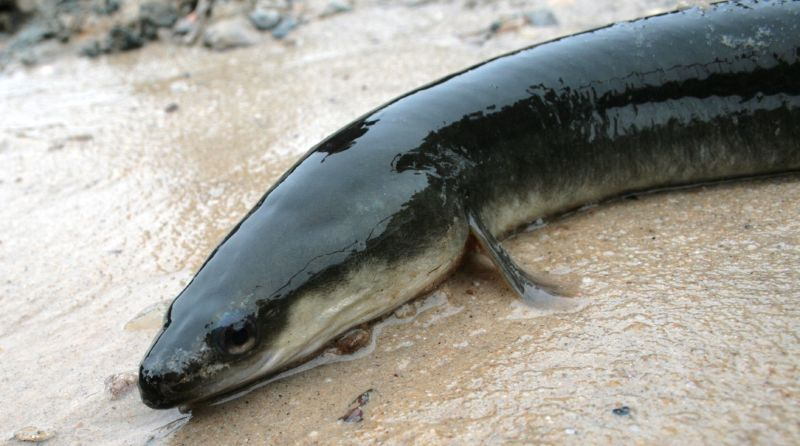
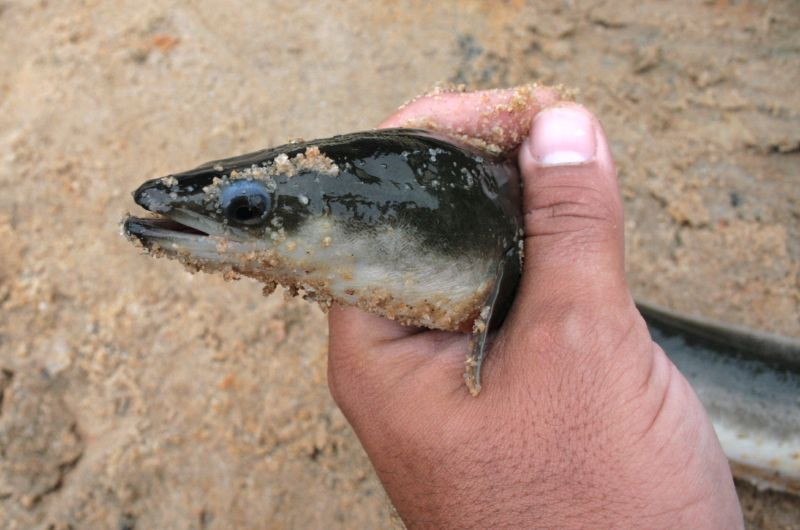
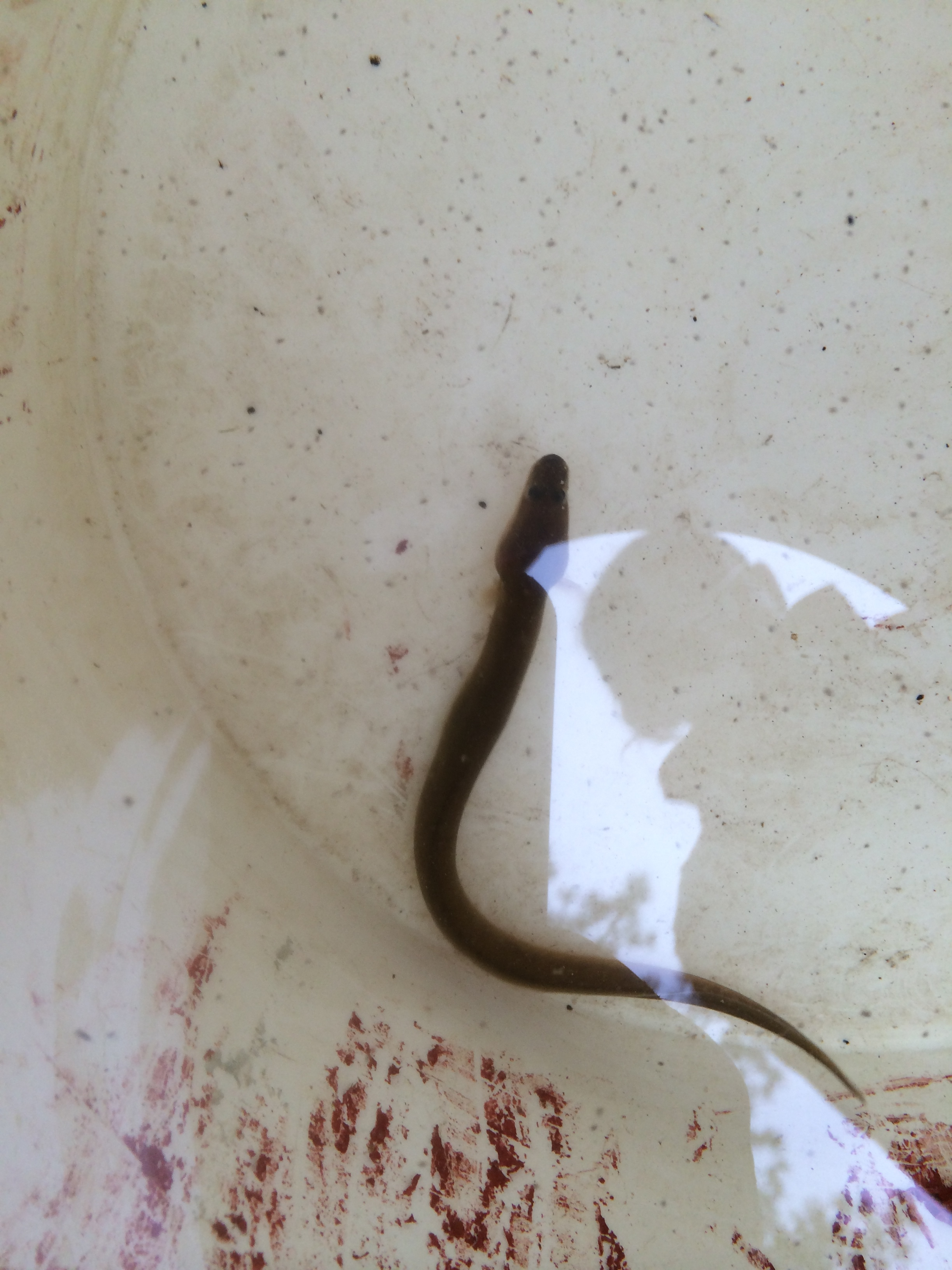
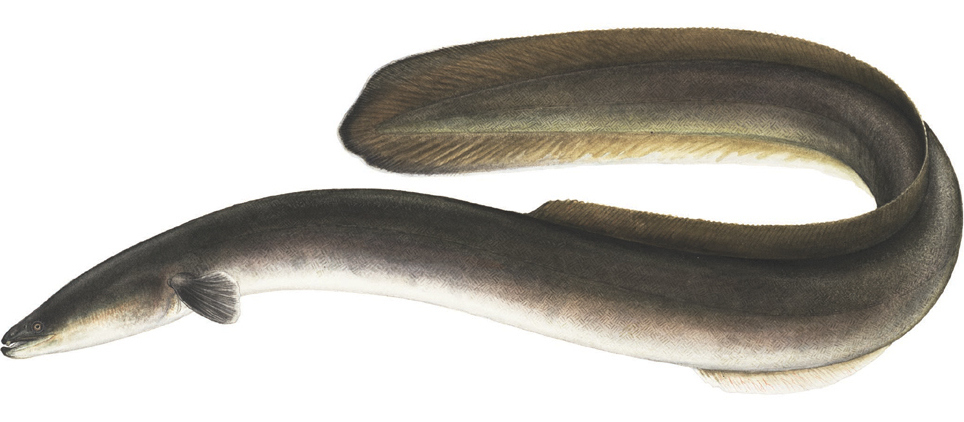